# انقراض محلي
الانقراض المحلي، ويٌسمى أيضًا الاستئصال، هو إنهاء وجود نوع من الكائنات الحيّة (أو أصنوفة لمجموعة) في منطقة جغرافية مختارة للدراسة، على الرغم من أنه لا يزال موجودًا وغير منقرض في مكان آخر. تتناقض الانقراضات المحلية مع الانقراضات العالمية.
تشير الانقراضات المحلية إلى تغيير في بيئة المنطقة. وقد ينجرُّ عنه أحيانًا استبدال الأنواع المنقرضة بأخرى مأخوذة من مواقع جغرافية ثانية.
مصطلح "الانقراض المحلي" لهجة عامية. المصطلح البيولوجي الأكثر ملاءمة هو الاستئصال. 

## نقاش
الدور الجليدي هو أحد العوامل التي تؤدي إلى الانقراض المحلي. فقد كان هذا هو الحال خلال حدث التجلد الرباعي في أمريكا الشمالية. خلال هذه الفترة، قُتلت معظم الأنواع الأصلية من دودة الأرض في أمريكا الشمالية في الأماكن التي يغطيها الجليد. وهذا ما جعلهم مُتعرضين للإستيطان من قبل ديدان الأرض الأوروبية التي تم جلبها في التربة القادمة من أوروبا.
يتم استئصال الأنواع بشكل طبيعي من الجزر بمرور الوقت لأن عدد الأنواع التي يمكن أن تدعمها الجزيرة محدود بسبب حجمها الجغرافي. نظرًا لأن العديد من الجزر قد تشكلت لاحقًا نسبيًا بسبب تغير المناخ في نهاية العصر الجليدي عندما ارتفع مستوى سطح البحر، ومن المرجح أن هذه الجزر لديها نفس الأنواع الموجودة في البر الرئيسي، مع احتساب الأنواع التي لا تزال على قيد الحياة في الوقت الحاضر. ستعطي كمية الجزر الكبيرة إحصائيًا بدرجة كافية المعلمات التي ستصبح بها مجموعات معينة من الأنواع مثل النباتات أو الطيور أقل تنوعًا حيويًا في جزيرة معينة خلال فترة زمنية معينة ، اعتمادًا على حجمها. يمكن أيضًا تطبيق نفس الحسابات لتحديد متى ستختفي الأنواع من المتنزهات الطبيعية ("الجزر" في كثير من النواحي)، أو قمم الجبال والميسة (انظر جزر السماء)، أو بقايا الغابات أو غيرها من الأماكن التوزيعية. حيث يوضح هذا البحث أيضًا أن بعض الأنواع أكثر عرضة للانقراض من الأنواع الأخرى، وأن الأنواع لديها قدرة جوهرية على الانقراض (دور الإصابة).
تستغل بعض الأنواع أو تتطلب موائل (مساكن) عابرة أو مضطربة، مثل البرك الربيعية، أو الأمعاء البشرية، أو الأراضي الحرجية المحترقة بعد حرائق الغابات، وتتميز بأعداد متقلبة للغاية وأنماط توزيع متغيرة. تدور العديد من النظم البيئية الطبيعية من خلال تعاقب قياسي، وتختفي الأنواع الرائدة من المنطقة مع نضوج النظام البيئي ووصوله إلى مجتمع الذروة.
يمكن أن يكون الانقراض المحلي مفيدًا للبحث: في حالة فراشة Bay checkerspot، اختار العلماء، بما في ذلك بول إرليخ، عدم التدخل لأن مجموعة سكانية اختفت من منطقة ما من أجل دراسة العملية.
تعرضت العديد من أنواع التماسيح للانقراض الموضعي، وخاصة تمساح المياه المالحة ( Crocodylus porosus )، الذي تم استئصاله من فيتنام وتايلاند وجافا والعديد من المناطق الأخرى.

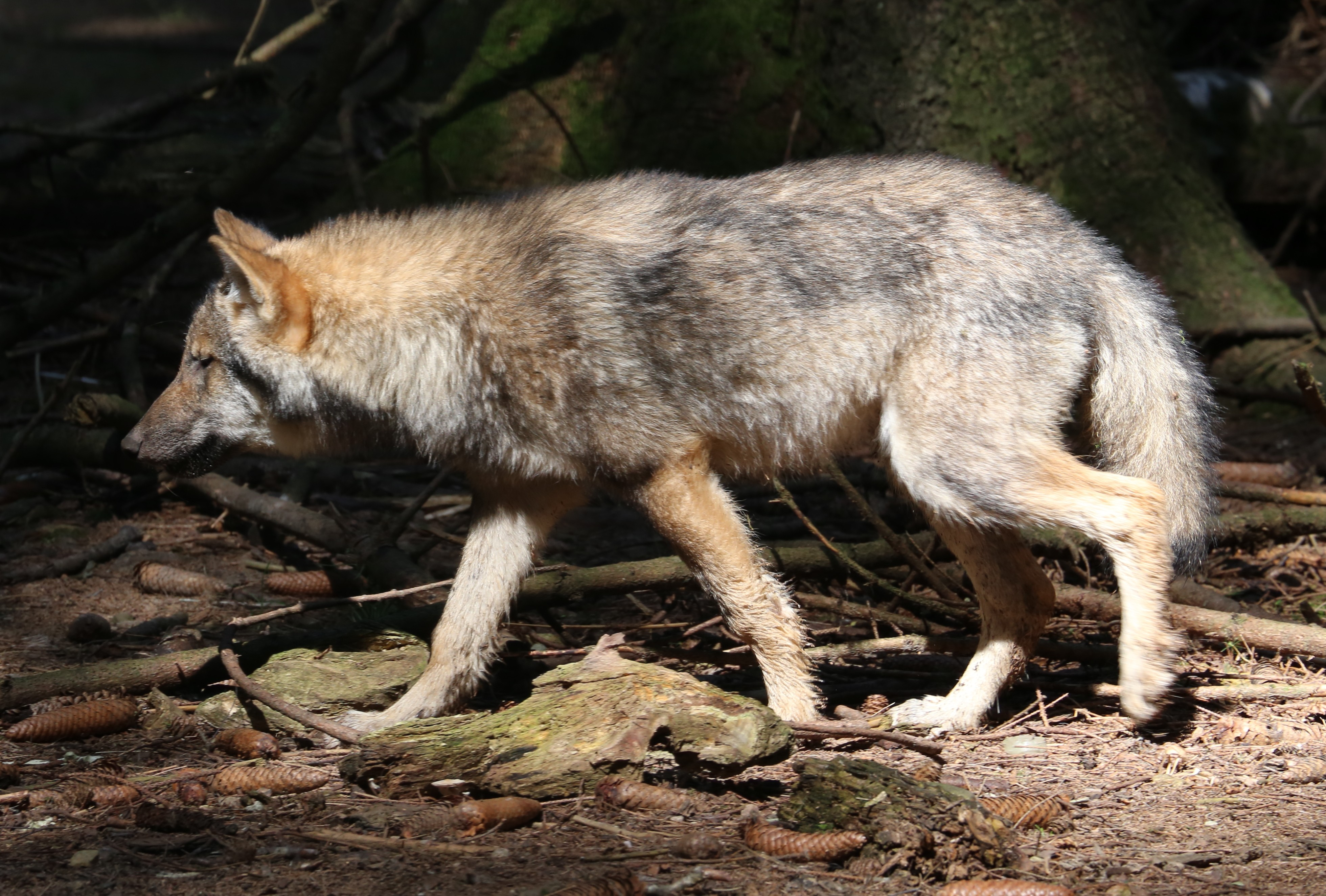
الذئب الرمادي

قد تؤدي الأحداث البيئية الكبرى، مثل الانفجارات البركانية، إلى أعداد كبيرة من الانقراضات المحلية، مثل ثوران جبل سانت هيلين سنة 1980، مما أدى إلى انقراض السراخس.

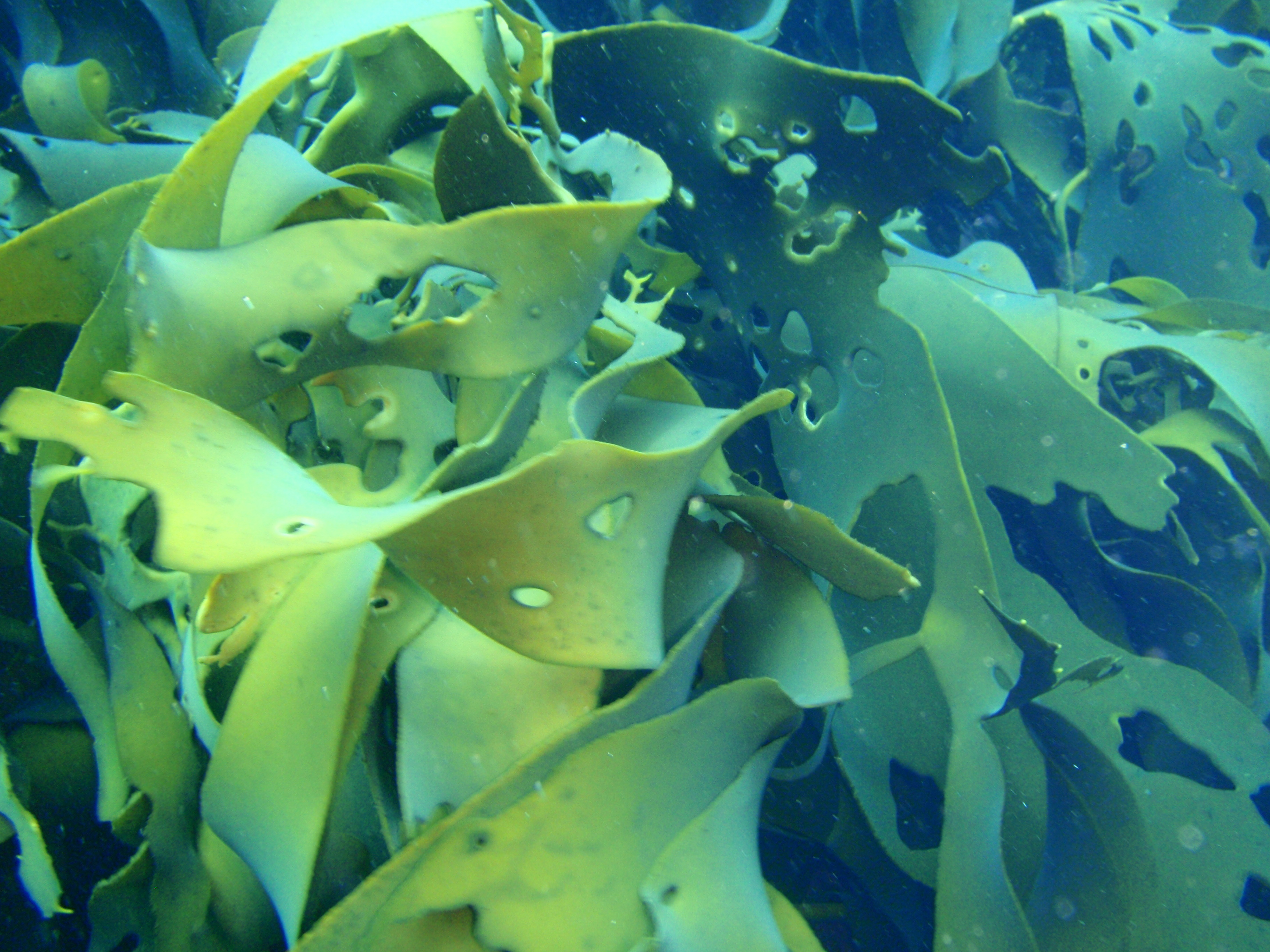
عشب البحر

يمكن أن تؤدي موجات الحر إلى الانقراض المحلي. في نيوزيلندا، خلال صيف 2017-2018، تجاوزت درجات حرارة سطح البحر حول أجزاء من الجزيرة الجنوبية 23 °م (73 °ف)، والتي كانت أعلى بكثير من المعدل الطبيعي. كانت درجات حرارة الهواء مرتفعة أيضًا، حيث تجاوزت 30 °م (86 °ف). أدت درجات الحرارة المرتفعة هذه، إلى جانب ارتفاع الموجة الصغير، إلى الانقراض المحلي لعشب البحر ( Durvillaea spp.) من مرفأ ليتلتون.
في مدينة لاغوا سانتا، فقدت البرازيل ما يقرب من 70 ٪ من أنواع الأسماك المحلية على مدار الـ 150 عامًا الماضية. ومن هذه الأنواع Acestrorhynchus lacustris و Astyanax fasciatus و Characidium zebra . يمكن أن يحدث هذا بسبب إدخال أنواع غير محلية، مثل بلطي أحمر الصدر، في البحيرة، والتغيرات في مستوى المياه والتلوث العضوي.
يمكن عكس حالات الانقراض المحلية، في بعض الحالات بشكل مصطنع. الذئاب هو نوع أعيد توطينه في أجزاء من مداها التاريخي. حدث هذا مع الذئاب الحمراء ( Canis rufus ) في الولايات المتحدة في أواخر الثمانينيات وكذلك الذئاب الرمادية في حديقة يلوستون الوطنية في منتصف التسعينيات. كانت هناك محادثات حول إعادة الذئاب في إسكتلندا واليابان والمكسيك.

## التجمعات السكانية والمخزونات
عندما يختفي السكان المحليون لأنواع معينة من ترسيم جغرافي معين، سواء كانت أسماك في بركة تجفيف أو محيط كامل، يمكن القول أنها انقرضت أو انقرضت محليًا في تلك البركة أو المحيط.
يمكن تقسيم إجمالي سكان العالم بشكل تعسفي إلى حد ما إلى "مخزونات" أو "مجموعات سكانية فرعية"، يتم تحديدها من خلال تحديدات سياسية أو غيرها من التحديدات الجغرافية. على سبيل المثال، قامت مجموعة مختصين في الحيتانيات التابعة للاتحاد الدولي لحفظ الطبيعة (IUCN) بتقييم حالة حفظ مخزون البحر الأسود من خنازير البحر ( Phocoena phocoena ) التي تمس ستة بلدان، ولجنة وضع الحياة البرية المهددة بالانقراض في كندا، الذي يقيم فقط حالة الحفظ في البحر الأسود. الحياة البرية في كندا، حتى الأنواع الكندية التي تحدث في الولايات المتحدة أو البلدان الأخرى.
في حين أن «IUCN» في الغالب لا يقوم إلا بتقييم حالة الحفظ العالمي للأنواع أو الأنواع الفرعية، إلا أنه في بعض الحالات القديمة قام أيضًا بتقييم المخاطر التي تتعرض لها بعض المخزونات والمجموعات السكانية، وفي بعض الحالات قد تكون هذه المجموعات متمايزة وراثيًا. إجمالاً، تم تقييم 119 مخزونًا أو مجموعة سكانية فرعية عبر 69 نوعًا بواسطة IUCN في عام 2006. إذا انقرض مخزون محلي أو مجموعة سكانية محلية، فإن الأنواع ككل لم تنقرض، بل انقرضت من تلك المنطقة المحلية.
أمثلة من المخزونات والتقسيمات الفرعية لسكان العالم التي تم تقييمها بشكل منفصل من قبل IUCN لحالة حفظها هي:
- أيل السبخة (تم تقييم ثلاثة مجموعات).
- الحوت الأزرق، شمال المحيط الهادئ وشمال المحيط الأطلسي.
- الحوت مقوس الرأس، Balaena mysticetus (تم تقييم خمسة مجموعات، من المهددة بالانقراض إلى LR / cd).
- تم تقييم كائنات بحيرة الحفوش، و Acipenser fulvescens، و الميسيسيبي و أحواض ميسوري على أنهم نوع مهدد بخطر انقراض أدنى.
- الشبوط الشائع، Cyprinus carpio (التوزيع في نهر الدانوب).

أحصى IUCN أيضًا البلدان التي تم العثور فيها على الأنواع أو الأنواع الفرعية أو التجمعات الجغرافية التي تم تقييمها، والبلدان التي تم استئصالها أو إعادة إدخالها منها.